# Дранищев, Евгений Петрович
Евгений Петрович Дранищев (1918—1943) — участник Великой Отечественной войны, заместитель командира эскадрильи 9-го гвардейского истребительного авиационного полка (6-я гвардейская истребительная авиационная дивизия, 8-я воздушная армия, Южный фронт), гвардии старший лейтенант. Герой Советского Союза (1943).

## Биография
Родился 20 декабря 1918 года в городе Александровск-Грушевский (ныне город Шахты Ростовской области) в семье рабочего. Русский.
Учился в техникуме в городе Таганрог.
В августе 1936 года Евгения Дранищева направили по комсомольской путевке в Чугуевское военное авиационное училище лётчиков. В 1940 году, по окончании училища, его оставили инструктором. Член ВКП(б) с 1942 года.
В Великую Отечественную войну вступил 20 августа 1942 года под Сталинградом в составе 437-го истребительного авиационного полка. Командир звена Дранищев в первом же бою 23 августа сбил «Юнкерс». С 20 августа по 13 сентября Дранищев провёл на Сталинградском фронте десять воздушных боёв, в которых сбил пять самолётов противника. 23 октября удостоен ордена Ленина, в тот же день назначен в состав 9-го гвардейского истребительного авиаполка советских асов. Продолжая сражаться на Сталинградском фронте в составе 9-го гвардейского авиаполка, он довёл счёт сбитых самолётов до девяти и по праву стал одним из наиболее результативных воздушных асов полка. В феврале 1943 года Дранищев уже был заместителем командира эскадрильи.
В мае 1943 года заместитель командира эскадрильи 9-го гвардейского истребительного авиационного полка гвардии старший лейтенант Дранищев был представлен к званию Героя Советского Союза. К тому времени он совершил 80 боевых вылетов, в 33 воздушных боях сбил 11 самолётов противника.
Ровно год провоевал Евгений Дранищев. За это время он сделал многое: в 120 боевых вылетах провёл 50 боев, сбил лично 17 самолётов.
20 августа 1943 года не вернулся с боевого задания. Обстоятельства последнего боя и место захоронения лётчика неизвестны. По другим данным — погиб в неравном бою с 12 самолётами противника на Миусе («Миус-фронт»), прикрывая наземные войска и был похоронен на месте гибели.

## Награды
- Указом Президиума Верховного Совета СССР от 24 августа 1943 года старший лейтенант Дранищев Евгений Петрович удостоен звания Героя Советского Союза.
- Награждён двумя орденами Ленина, орденами Красного Знамени (22 июля 1943) и Александра Невского (1 августа 1943).

## Память
- Имя Е. П. Дранищева выбито на стеле на Аллее Героев в Волгограде.
- Мемориальная доска в память о Дранищеве установлена Российским военно-историческим обществом на здании Таганрогской средней школы № 10, где он учился.